# Wild Dances
„Wild Dances“ (на български: Диви танци) е песен на украинската певица Руслана. Песента печели Евровизия 2004, която се провежда в Истанбул, Турция с 280 точки. Украинската версия на песента се нарича „Дикі танці“, е публикувана в Русия и Украйна.

## На „Евровизия 2004“
След като се класира на второ място с 256 точки на полуфинала на Евровизия 2004 в Истанбул, Турция, песента натрува общо 280 точки на финала, като това дава първа победа за Украйна. Със смесица от английски и украински текстове, песента „Wild Dances“ има отличието да стане първата песен-победител в Евровизия, която се изпява поне отчасти на език, различен от английски след промяната на правилата от 1999 г., когато на държавите се дава правото да пеят песните си на език по техен избор, а не един от официалните езици на съответната държава. С тази победа Украйна става третата бивша репубика от Съветския съюз, която успява да спечели песенния конкурс, след Естония (през 2001 г.) и Латвия (през 2002 г.).